# عذيقة (الحصن)

تعديل مصدري - تعديل

عذيقة هي إحدى قرى عزلة اليمانية العليا بمديرية الحصن التابعة لمحافظة صنعاء، بلغ تعداد سكانها 861 نسمة حسب تعداد اليمن لعام 2004.